# 張淮 (正德戊辰進士)
張淮（1473年—1535年），字東之，别號寒泉，直隶河间府滄州南皮县人，明朝政治人物。

## 生平
原籍漷县，後徙居南皮。弘治十七年（1504年）甲子科顺天府乡试第一百三十二名舉人，三十六岁中式正德三年（1508年）戊辰科会试二百二十三名，二甲九十八名進士，授户部主事。五年三月改任福建道御史，巡盐两淮，又巡按河南。十一年十月升浙江按察司副使。嘉靖改元，二年二月遷河南按察使，五年正月以考察去职。嘉靖十四年卒，年六十三。

## 家族
曾祖张本。祖张立。父张端，任巡检，卒贈監察御史。母王氏，贈孺人。继母劉氏。兄张璿，运司副使；张浩；张纯。